# فراماتومه
فراماتومه (انگلیسی: Framatome) شرکت انرژی هسته‌ای فرانسوی است، که در سال ۱۹۵۸ تأسیس شد.